# Ligne de Montier-en-Der à Éclaron
La ligne de Montier-en-Der à Éclaron est une ancienne ligne de chemin de fer française du département de la Haute-Marne.
Elle s'embranchait à Montier-en-Der sur la ligne de Jessains à Sorcy et rejoignait à Éclaron la ligne de Saint-Dizier à Doulevant-le-Château. Elle était destinée à réduire la distance entre Troyes et Saint-Dizier.
Elle constituait la ligne no 016 000 du réseau ferré national. Historiquement, elle constituait une partie de la ligne 267 (Sens-Saint-Clément – Revigny) dans l'ancienne numérotation SNCF des lignes de la région Est.

## Histoire
La ligne, partie d'un itinéraire de Jessains à Éclaron, est concédée à titre éventuel à la Compagnie des chemins de fer de l'Est par une convention signée le 31 décembre 1875 entre le ministre des Travaux publics et la compagnie. Cette convention est approuvée à la même date par une loi.
Elle a été déclarée d'utilité publique (ligne de Jessains à Éclaron) le 12 mars 1879 rendant ainsi la concession définitive. Elle a été ouverte à l'exploitation le 10 avril 1884.
Elle a été fermée au service des voyageurs le 3 octobre 1937 et au service des marchandises le 1er avril 1991.
La ligne a été déclassée en totalité (PK 245,605 à 262,690) le 10 novembre 1993.

## Infrastructure
C'était une ligne au profil moyen, les déclivités atteignaient 8 ‰. Elle était établie à double voie sur l'ensemble de son parcours.